# Xenotrichula paralineata
Xenotrichula paralineata is een buikharige uit de familie Xenotrichulidae. Het dier komt uit het geslacht Xenotrichula. Xenotrichula paralineata werd in 2007 voor het eerst wetenschappelijk beschreven door Hummon & Todaro. 